# Asthenoptycha sphaltica
Asthenoptycha sphaltica là một loài bướm đêm thuộc họ Tortricidae. Nó được tìm thấy ở New South Wales và Victoria.
Adults have dark brown và white wings, with a pale mark on the inner margin of each forewing. The hindwings are a uniform pale grey.